# ランチパッド・マクワック
ランチパッド・マクワック（Launchpad McQuack）は、ウォルト・ディズニー・カンパニー制作のアニメシリーズ『わんぱくダック夢冒険』または『ダックテイル』、『ダックにおまかせ ダークウィング・ダック』、リブート版の『ダックテイルズ』に登場する架空の人物。
原語版声優は、テリー・マクガヴァーン（『わんぱくダック夢冒険』）→ベック・ベネット（『ダックテイルズ』）。日本語版声優は、石丸博也（テレビ東京・バンダイ版『わんぱくダック夢冒険』）→大塚明夫（WOWOW版『ダックテイル』）→田中進太郎（『ダックテイルズ』）。

## 概要
あひるの飛行機の操縦士。世話好きでよく仲間を助けに行くが、天然で頭を使うことが苦手で人が良く騙されやすいところがある。フライトトラブルを起こす事が多く本人曰く「墜落専門」とまで称するほど墜落に拘る描写があるが、あらゆる乗り物を運転できる。自分に嫌気がさし両親と妹のもとを離れ一人旅をしているときにスクルージと出会い、彼に雇われた。暑苦しさからなのか煙たがられているシーンも見受けられるが何だかんだで信頼されており、一度解雇されても、心配されたり、死んだと思われた際、悲しまれたこともある。またビーグルボーイズの策略で金庫を奪われ、行く当てがなかった彼らを泊めてあげたり、マジカによってスクルージがいない未来に飛ばされたスクルージと再会し、喜ぶなど彼の人柄も分かる。冒険少年クラブのリーダーをしており、三つ子やドゥーファスとも仲が良い。実はかなづちでヘビとサメが苦手。また惚れっぽいところがある。
『ダックにおまかせ ダークウィングダック』ではダークウィング・ダックのファンで飛行場に落ちてきた彼を助けたいと相方として行動を共にしていた（その時、スクルージと契約していた時だったのかもしくはパラレルワールドとして扱われていたのか不明）。スクルージには「大将」、ダークウィングダックは「ボス」と呼んでおり、海外での呼び方はスクルージは「Mr.MD」ダークウィングには「DW」と略称で呼んでいる。
『ダックテイルズ』では上記の飛行機だけでなく、スクルージの運転手として登場しており、また日本語版の呼び方も「旦那」に変更され、丁寧語で話している。
Quackwerksの社長になった。